# A Kind of Magic
A Kind of Magic è il dodicesimo album in studio del gruppo musicale britannico Queen, pubblicato il 2 giugno 1986.

## Descrizione
Alla fine del The Works Tour europeo, i rapporti tra i membri dei Queen non erano molto buoni; il cantante Freddie Mercury era impegnato a promuovere l'uscita del suo primo album da solista Mr. Bad Guy, caratterizzato da sonorità disco, che però si rivelò un flop commerciale.
Grazie al successo ottenuto con l'esibizione al Live Aid il 13 luglio 1985, i Queen ritrovarono la carica per tornare in studio tutti insieme. Inizialmente i quattro avevano deciso di ritrovarsi in studio dopo ancora un anno di pausa, ma durante l'estate Mercury chiese agli altri di ritrovarsi in studio e contestualmente la band ricevette l'offerta da parte del regista Russel Mulcahy di comporre le musiche per il suo nuovo film Highlander - L'ultimo immortale.
Si tratta della colonna sonora del film Highlander - L'ultimo immortale, il primo della serie, diretto da Russell Mulcahy. La band iniziò infatti a lavorare per la colonna sonora del film e poi riarrangiò alcuni brani col fine di inserirli nell'album.
Il gruppo, dopo oltre un anno dalla pubblicazione dell'album The Works, era rientrato in studio di registrazione solamente nell'agosto 1985 per comporre le prime demo dell'album A Kind of Magic che, molte delle quali sarebbero state scartate da quest'ultimo, rimanendo inedite fino al 2011, cosa resa evidente dall'EP bonus presente nella riedizione dell'album, ristampata dalla Island e Universal. 
Secondo quanto riferito da alcune voci non confermate, anche a causa dei difficili rapporti che si erano instaurati tra i quattro musicisti negli ultimi mesi, A Kind of Magic sarebbe dovuto essere l'ultimo album dei Queen, fatto reso ancora più credibile nel momento in cui Mercury, nell'intro del brano Who Wants to Live Forever del concerto Live at Wembley '86, ha dichiarato che i Queen sarebbero in punto di separarsi per continuare le loro carriere come solisti. Il cantante avrebbe ironicamente smentito quanto detto prima, contrastando le voci di chi avrebbe voluto che il gruppo britannico si sciogliesse.
Stilisticamente i Queen continuano ciò che avevano intrapreso con The Works, attingendo nuovamente al pop con la title track, all'hard rock con One Vision e parzialmente all'heavy metal (Princes of the Universe e Gimme the Prize), all'arena rock (Friends Will Be Friends) e alle ballate melodiche (One Year of Love), utilizzando anche un'orchestra sinfonica in Who Wants to Live Forever e senza perdere di vista sonorità dance o vicine alla black music (Don't Lose Your Head e Pain Is So Close to Pleasure).
Tutti i brani contenuti nell'album, eccetto One Vision, Pain Is So Close to Pleasure e Friends Will Be Friends, sono parte della colonna sonora del film Highlander - L'ultimo immortale; i brani strumentali che compongono la colonna sonora del film sono stati scritti dal compositore Michael Kamen. Il brano One Vision è stato incluso nella colonna sonora del film L'aquila d'acciaio. Nel film Highlander, oltre a quelli dell'album A Kind of Magic, compare il brano Hammer to Fall che però è incluso nel precedente album The Works. Inoltre, nel film si può ascoltare, per pochi secondi, una cover del brano Theme from New York, New York, cantata in versione solista da Mercury. Questo breve brano non è stato inserito nell'album A Kind of Magic e non compare in nessun album dei Queen. 
I brani One Year of Love, Pain Is So Close to Pleasure e Friends Will Be Friends sono stati scritti dal bassista John Deacon, il quale avrebbe ringraziato il cantante Freddie Mercury per l'aiuto alla composizione delle ultime due canzoni (Pain Is So Close to Pleasure, Friends Will Be Friends). L'assolo di sassofono del brano One Year of Love è suonato da Deacon; inizialmente doveva essere un assolo di chitarra eseguito dal chitarrista Brian May ma alla fine venne sostituito con quello di Deacon, dopo una discussione avuta con May. Inoltre, il bassista avrebbe partecipato alla scrittura dell'omonimo singolo A Kind of Magic, che però venne co-accreditato al batterista Roger Taylor.
Il titolo dell'album è tratto dall'omonima traccia presente nel disco, per la prima volta nella storia della band.
Non ebbe molto successo negli Stati Uniti, ma raggiunse il primo posto della classifica britannica, rimanendo nella classifica per ben 63 settimane di seguito. Alcuni singoli estratti sono diventati delle vere e proprie hit della band inglese, come la stessa A Kind of Magic, One Vision o Who Wants to Live Forever.
Il tour che seguì fu un successo straordinario che diede ancora più gloria alla band, famosa per le sue esibizioni dal vivo.
Sebbene i Queen pubblicheranno altri tre album con Freddie Mercury (The Miracle, Innuendo e Made in Heaven, quest'ultimo postumo), A Kind of Magic si rivelerà essere l'ultimo album promosso con un tour, a causa dell'AIDS contratta da Mercury, che gli fu diagnosticata l'anno successivo. Inoltre A Kind of Magic è stato l'ultimo album in cui i brani venivano accreditati ai singoli musicisti che li avevano effettivamente composti; a partire dalla pubblicazione del successivo album The Miracle le canzoni vennero accreditate a tutti i componenti del gruppo con il nome Queen.
Nel 2011 l'album è stato rimasterizzato in digitale dalla Island/Universal ed è stato distribuito in due formati: standard edition, contenente l'album originale e deluxe edition 2 CD, contenente l'album originale ed un EP bonus.

## I brani

### One Vision
Dopo il contributo dei Queen al Live Aid, Freddie Mercury fu entusiasta e subito dopo chiamò gli altri componenti della band per andare in studio e scrivere una canzone che poi divenne One Vision. Tutti e quattro i membri della band sono stati accreditati come autori, tuttavia Roger Taylor ha dichiarato in un'intervista alla TV australiana che in origine era una sua canzone, con testi che riflettevano su Martin Luther King. Brian May ha suonato la sezione synth di apertura usando una Yamaha DX-7. Le sessioni sono state filmate e successivamente pubblicate sul set di DVD del 2003 Greatest Video Hits 2. La canzone non appare in Highlander, ma è stata usata nel film Iron Eagle del 1986 ed è stata suonata dai Queen in tutti i concerti del Magic Tour, come brano di introduzione.

### A Kind of Magic
A Kind of Magic è stata scritta da Taylor. Ha dichiarato di aver scritto alcuni testi, che si sono rivelati la base sia di One Vision che di A Kind of Magic, cosa resa evidente dalla demo della canzone che appare per la prima volta nell'EP bonus del 2011, che mescola i due testi. Più tardi, all'insaputa di Taylor che era andato negli Stati Uniti per alcuni giorni, Mercury perfezionò i testi, aggiunse la linea di basso e ne riorganizzò la struttura. Indipendentemente da ciò, la nuova versione più pop-oriented venne attribuita a Taylor. Questa versione è presente nell'album, è stata pubblicata come singolo e includeva il loro turnista, Spike Edney, che suona alcune tastiere. La versione alternativa più heavy e rockier, che ha anche fatto il suo debutto ufficiale sull'EP Universal bonus 2011, è presente durante i titoli di coda di Highlander. A Kind of Magic è tecnicamente la prima vera title track di un album nella discografia della band, sebbene la canzone Sheer Heart Attack, che è apparsa su News of the World, in realtà è stata scritta per l'album con lo stesso nome e le canzoni Play the Game e More of That Jazz hanno variazioni nei titoli dei rispettivi album. La frase A Kind of Magic (è una specie di magia) è la stessa pronunciata dal protagonista Connor MacLeod (Christopher Lambert) del film Highlander.

### One Year of Love
One Year of Love è una canzone di Deacon. La versione dell'album lo vede suonare il synth Yamaha DX7, un'orchestra di archi diretta da Lynton Naiff e un sassofono suonato da Steve Gregory. Deacon ha deciso di sostituire l'assolo di chitarra con uno di sassofono dopo una discussione con May, che non compare nella canzone.  In un pezzo del testo del brano si può leggere il titolo del brano Pain Is So Close to Pleasure, il brano successivo. È stato pubblicato come singolo in Francia e Spagna, ed appare durante la scena del bar in Highlander.

### Pain Is So Close to Pleasure
Pain Is So Close to Pleasure è stata scritta da Mercury e Deacon. Iniziando con un'idea di riff di May, Deacon e Mercury lo trasformarono successivamente in una canzone in stile Motown, con Deacon che suona la chitarra ritmica. Una versione leggermente remixata e rielaborata è stata rilasciata come singolo nel 1986, raggiungendo il numero 26 nelle classifiche olandesi. Questa sarebbe stata una delle ultime volte in cui Mercury avrebbe cantato una canzone dei Queen completamente in falsetto. Il titolo del brano si rifà ad un pezzo del testo del brano One Year of Love ed è uno dei tre brani a non comparire nel film Highlander.

### Friends Will Be Friends
Friends Will Be Friends è una canzone di Mercury e Deacon, con testi scritti da Mercury. È una delle ultime ballate di pianoforte di Mercury. Fu intesa come un aggiornamento moderno degli inni rock degli anni '70 We Are the Champions e We Will Rock You e ha raggiunto il 14 ° posto nel Regno Unito. Durante il Magic Tour, la canzone è stata suonata tra We Will Rock You e We Are The Champions, le tradizionali canzoni finali degli spettacoli dal vivo dei Queen. Non compare in Highlander.

### Who Wants to Live Forever
Who Wants to Live Forever è stata composta da May che canta anche la prima strofa e il primo ritornello. Le parti di synth sono suonate su una Yamaha DX-7 da May mentre l'orchestra è stata arrangiata e diretta da Michael Kamen. Deacon non ha partecipato e Taylor ha suonato alcune parti di drum-machine e ha contribuito con la voce di supporto. Le percussioni e il contrabbasso sono stati suonati dall'orchestra, nonostante Taylor e Deacon li suonino nel video. Serve come "tema amoroso" di Highlander aggiungendosi alla trama secondaria del film in quanto un uomo predestinato all'immortalità con il passare degli anni vede le persone invecchiare e morire; il brano si può sentire inoltre in due episodi della serie televisiva Highlander che vede protagonista l'immortale Duncan MacLeod, cugino e allievo di Connor MacLeod. Esiste una versione strumentale del brano intitolata Forever. Nel film, Mercury canta anche l'apertura della canzone, a differenza della versione dell'album, che è cantata da May. Il brano è stato suonato in tutte le tappe del tour di supporto dell'album A Kind of Magic. La versione originale inclusa nell'album ha una durata di poco più di cinque minuti ed è il più lungo brano dell'album A Kind of Magic; la versione inclusa nella raccolta Greatest Hits II nella parte finale del brano viene tagliato un segmento musicale di venti secondi.

### Gimme the Prize
Gimme the Prize è stata scritta da May. Questa canzone è caratterizzata da sonorità heavy metal e campiona anche varie battute del film, in particolare "I have something to say: It's better to burn out than to fade away" e "There can be only one", battute pronunciate dal Kurgan, principale antagonista del film Highlander, e per questa ragione il brano è stato sottotitolato Kurgan's Theme. All'interno del brano sono udibili effetti sonori come combattimenti con le spade, varie risate del Kurgan, colpi di pistola come quelli presenti nel film. Il brano è legato ad un'altra composizione simile dell'album: Princes of the Universe.

### Don't Lose Your Head
Don't Lose Your Head è stato composto da Taylor e presenta la cantante Joan Armatrading in un cameo vocale. La canzone prende il nome da una frase citata in Highlander e viene riprodotta per un breve periodo quando Kurgan rapisce Brenda. Una versione strumentale del brano intitolato A Dozen Red Roses for My Darling è il lato B di A Kind of Magic. La versione strumentale di A Dozen Red Roses for My Darling è stata usata nel film.

### Princes of the Universe
Princes of the Universe è la colonna sonora del film Highlander. Il brano è stato scritto da Mercury ed è un lavoro piuttosto complesso e pesante e mostra i Queen che tornano alle loro radici hard rock e heavy metal. La canzone è suonata nei titoli di testa del film Highlander ed è anche la sigla iniziale dell'omonimo telefilm.  Il video musicale utilizza clip e scenari del film, nonché un cameo di Christopher Lambert, che combatte con Mercury ai Silvercup Studios, che era una location del film. Il nome della canzone deriva dal titolo originale del film. Il brano era destinato ad essere incluso nella raccolta Greatest Hits II ma per motivi di spazio venne escluso, per essere inserito nella successiva raccolta Greatest Hits III.  Questo brano, nonostante la sua popolarità, non è mai stato eseguito dal vivo né dai Queen e nemmeno dai singoli componenti solisti.

## Tracce
1. One Vision – 5:11 (Queen)
2. A Kind of Magic – 4:24 (Roger Taylor)
3. One Year of Love – 4:28 (John Deacon)
4. Pain Is So Close to Pleasure – 4:22 (Freddie Mercury, John Deacon)
5. Friends Will Be Friends – 4:13 (Freddie Mercury, John Deacon)
6. Who Wants to Live Forever – 5:17 (Brian May)
7. Gimme the Prize – 4:35 (Brian May)
8. Don't Lose Your Head – 4:38 (Roger Taylor)
9. Princes of the Universe – 3:34 (Freddie Mercury)

Tracce bonus nell'edizione CD
1. A Kind of 'A Kind of Magic' – 3:38 (Roger Taylor)
2. Friends Will Be Friends Will Be Friends... – 5:58 (Freddie Mercury, John Deacon)
3. Forever (Piano Version) – 3:21 (Brian May)

Tracce bonus nella riedizione del 1991
1. Forever (Piano Version) – 3:21 (May)
2. One Vision (Extended Vision) – 6:30 (Queen)

CD bonus nella riedizione del 2011
1. A Kind of Magic (Highlander Version) – 4:23 (Roger Taylor)
2. One Vision (Single Version) – 4:02 (Queen)
3. Pain Is So Close to Pleasure (Single Remix) – 3:59 (Freddie Mercury, John Deacon)
4. Forever (Piano Version) – 3:21 (Brian May)
5. A Kind of Vision (Demo, August 1985) – 3:24 (Roger Taylor)
6. One Vision (Live at Wembley Stadium, July 11th 1986) – 5:15 (Queen)
7. Friends Will Be Friends Will Be Friends... – 6:00 (Freddie Mercury, John Deacon)

## Formazione
Gruppo
- Freddie Mercury – voce, cori, pianoforte, sintetizzatore
- Brian May – chitarra solista e cori (eccetto One Year of Love); voce (Who Wants to Live Forever), sintetizzatore (One Vision e Who Wants to Live Forever)
- John Deacon – basso, sintetizzatore, cori, drum machine (One Year of Love e Pain Is So Close to Pleasure), chitarra ritmica (Pain Is So Close to Pleasure, Friends Will Be Friends e Don't Lose Your Head)
- Roger Taylor – batteria acustica e elettronica, cori; sintetizzatore (A Kind of Magic), tamburello (One Year of Love), drum machine (A Kind of Magic, Who Wants to Live Forever e Don't Lose Your Head)

Altri musicisti
- Spike Edney - tastiere (A Kind of Magic, Pain Is So Close to Pleasure e Friends Will Be Friends)
- Joan Armatrading - voce secondaria (Don't Lose Your Head)
- Steve Gregory - sassofono (One Year of Love)
- National Philharmonic Orchestra - orchestra (Who Wants to Live Forever)

## Classifiche

### Classifiche settimanali
| Classifica (1986) | Posizione massima |
| ----------------- | ----------------- |
| Australia         | 12                |
| Austria           | 3                 |
| Canada            | 50                |
| Francia           | 6                 |
| Germania          | 4                 |
| Giappone          | 25                |
| Italia            | 13                |
| Norvegia          | 5                 |
| Nuova Zelanda     | 9                 |
| Paesi Bassi       | 2                 |
| Regno Unito       | 1                 |
| Stati Uniti       | 46                |
| Svezia            | 9                 |
| Svizzera          | 4                 |

### Classifiche di fine anno
| Classifica (1986) | Posizione |
| ----------------- | --------- |
| Austria           | 16        |
| Francia           | 24        |
| Germania          | 20        |
| Italia            | 62        |
| Nuova Zelanda     | 36        |
| Paesi Bassi       | 29        |
| Regno Unito       | 8         |
| Svizzera          | 18        |